# Леопольд Бюркнер
Леопольд Бюркнер (нім. Leopold Bürkner; 29 січня 1894, Цербст — 15 липня 1975, Франкфурт-на-Майні) — німецький офіцер, один з керівників абверу, віце-адмірал крігсмаріне. Кавалер Лицарського хреста Хреста Воєнних заслуг з мечами. 

## Біографія
1 квітня 1912 року вступив у ВМФ. Закінчив військово-морське училище (1913) зі спеціальним курсом. Учасник Першої світової війни, служив на лінійних кораблях «Веттин» і «Швабія», на важких крейсерах «Зейдліц» і «Мольтке», з вересня 1915 року — на міноносцях, вахтовий офіцер. 21 червня 1919 року інтернований, 29 січня 1920 року звільнений.
Після демобілізації залишений у флоті. У 1920-23 роках служив у військово-морському училищі в Мюрвіку, з 27 жовтня 1923 по 25 липня 1927 року — командир міноносця G-10 і прапор-лейтенант 1-ї флотилії міноносців. З 28 вересня 1927 по 30 вересня 1931 року — радник в Управлінні бойової підготовки Морського управління, одночасно з 20 липня по 12 серпня 1929 року — командир напівфлотилії підводних човнів. З 1 жовтня 1931 року — командир 3-й напівфлотилії міноносців. З 9 жовтня 1933 року — офіцер зв'язку ВМФ при іноземних військово-морських аташе, один з організаторів військово-морської розвідки. З 1 жовтня 1935 року — 1-й офіцер броненосця «Адмірал Шеер», з 28 липня 1937 року — командир легкого крейсера «Емден». Брав участь у військових діях в Іспанії, командувач ВМФ в Іспанії (14 — 22 березня 1938).
15 червня 1938 року очолив управлінську групу «Закордон» в складі абверу. Група вела розвідку за допомогою «законних» методів — перш за все через військових аташе — і підтримувала зв'язку з Імперським міністерством закордонних справ. Група також займалася аналізом іноземної преси. Після розпуску абверу 12 лютого 1944 року і його фактичного поглинання РСХА, група Бюркнера залишилася єдиним підрозділом розвідки, який залишився у складі військового командування, і була передана в Штаб оперативного керівництва ОКВ. Після створення Фленсбурзького уряду з 3 травня 1945 року одночасно виконував обов'язки шефа протоколу кабінету. 23 травня 1945 року заарештований союзниками. 25 червня 1947 року звільнений.

## Звання
- Морський кадет (1 квітня 1912)
- Фенріх-цур-зее (2 або 12 квітня 1913)
- Лейтенант-цур-зее (22 березня 1915)
- Обер-лейтенант-цур-зее (25 грудня 1917)
- Капітан-лейтенант (1 травня 1924)
- Корветтен-капітан (1 жовтня 1931)
- Фрегаттен-капітан (1 вересня 1936)
- Капітан-цур-зее (1 листопада 1937)
- Контр-адмірал (1 квітня 1942)
- Віце-адмірал (1 жовтня 1943)

## Нагороди
- Залізний хрест 2-го і 1-го класу
- Хрест Фрідріха (січень 1916)
- Німецький імперський спортивний знак
- Почесний хрест ветерана війни з мечами
- Орден морських заслуг (Іспанія)
  - 2-го класу, білий дивізіон (28 лютого 1935)
  - великий хрест, білий дивізіон
- Орден Корони Італії, офіцерський хрест (2 серпня 1935)
- Орден Меча, лицарський хрест 1-го класу (Швеція; 30 квітня 1936)
- Медаль «За вислугу років у Вермахті»
  - 4-го, 3-го і 2-го класу (18 років; 2 жовтня 1936) — отримав 3 нагороди одночасно.
  - 1-го класу (25 років; 1 квітня 1937)
- Орден Заслуг (Угорщина)
  - командорський хрест (10 серпня 1938)
  - командорський хрест із зіркою
- Медаль «У пам'ять 1 жовтня 1938» із застібкою «Празький град»
- Медаль «У пам'ять 22 березня 1939 року»
- Орден Медауйя, великий командорський хрест (Іспанське Марокко; 23 липня 1939)
- Іспанський хрест в сріблі з мечами (6 червня 1939)
- Медаль «За Іспанську кампанію» (Іспанія)
- Застібка до Залізного хреста 2-го класу
- Хрест Воєнних заслуг 2-го і 1-го класу з мечами
- Орден Хреста Перемоги 3-го класу (Словаччина)
- Пам'ятна медаль «За оборону Словаччини в березні 1939» (Словаччина)
- Орден «За військові заслуги» (Болгарія), командорський хрест з військовою відзнакою
- Імперський орден Ярма та Стріл, командорський хрест (Іспанія; 20 березня 1941)
- Орден Зірки Румунії, командорський хрест з мечами (7 листопада 1941)
- Орден Хреста Свободи 1-го класу з мечами (Фінляндія; 10 грудня 1941)
- Лицарський хрест Хреста Воєнних заслуг з мечами (2 травня 1945)